# 嘉定和议
《嘉定和议》為南宋嘉定元年（1208年），在开禧北伐失败后，南宋朝廷内部的主和派史弥远杀死主战派领袖丞相韩侂胄後，与金朝重新订立的不平等條约。

## 條件内容
包括：
1. 宋金世为伯侄之国，金为伯，宋为侄
2. 岁币银由20万两增为30万两，绢20万匹增为30万匹，宋另给予犒军银300万两
3. 宋金疆界以绍兴和议为准

## 谈判过程
金国一开始派遣韩元靓出使宋国，都督府也遣使到金国谈判，然而不得要领。于是，宋臣商议推荐方信孺担任使节，到达濠州，金帅纥石烈子仁扣留方信孺，并提出五个条件：“交还战俘、归还岁币、绑送主谋、称藩、割地。”等方信孺到了汴梁，金人依旧以五事为议和条件相逼，然而方信孺毫不屈服，最终谈判没有成功。
后来，王柟出使金国，确立了和约，增加岁币，函献头颅，就是这次谈判约定的内容。